# Gouvernement Pérez Touriño
Galice
Fraga IV Feijóo I
Le gouvernement Pérez Touriño (en espagnol : Gobierno Pérez Touriño, en galicien : Goberno Pérez Touriño) est le gouvernement autonome de Galice entre le 4 août 2005 et le 20 avril 2009, sous la VIIe législature du Parlement.
Il est dirigé par le socialiste Emilio Pérez Touriño, dont le PSOE est arrivé deuxième aux élections parlementaires, et repose sur une coalition entre socialistes et nationalistes. Il succède au quatrième gouvernement du conservateur Manuel Fraga et cède le pouvoir au premier gouvernement du conservateur Alberto Núñez Feijóo, à la suite de la victoire du PP aux élections de 2009.

## Historique du mandat
Ce gouvernement est dirigé par le nouveau président de la Junte de Galice socialiste Emilio Pérez Touriño. Il est constitué et soutenu par une coalition de centre gauche entre le Parti socialiste ouvrier espagnol (PSOE) et le Bloc nationaliste galicien (BNG). Ensemble, ils disposent de 38 députés sur 75, soit 50,7 % des sièges du Parlement.
Il est formé à la suite des élections parlementaires du 19 juin 2005.
Il succède donc au quatrième gouvernement du conservateur Manuel Fraga, au pouvoir depuis 1990, constitué et soutenu par le seul Parti populaire (PP).

### Formation
Au cours du scrutin parlementaire, le Parti populaire obtient 37 députés, soit un siège de moins que la majorité absolue, mais Manuel Fraga refuse de concéder sa défaite, souhaitant attendre le dépouillement du vote des expatriés. Opéré le 27 juin suivant, celui-ci confirme la perte de pouvoir du PP. 
Le 3 juillet suivant, le Parti socialiste et le Bloc nationaliste entreprennent des négociations en vue de constituer un gouvernement conjoint. Celles-ci se concluent positivement environ deux semaines plus tard, le 19 juillet. Le Parlement investit le 29 juillet Emilio Pérez Touriño comme président de la Junte par 38 voix favorables, contre 37. Le 4 août, les douze conseillers et le vice-président de la Junte sont assermentés par le président, en présence de la présidente du Parlement, Dolores Villarino (es).

### Succession
Le 18 décembre 2008, Emilio Pérez Touriño annonce la convocation des élections parlementaires pour le 1er mars 2009. En dépit des sondages, le scrutin est remporté par le Parti populaire d'Alberto Núñez Feijóo avec un seul siège d'avance sur la coalition au pouvoir.
Alberto Núñez Feijóo est investi président de la Junte le 16 avril et prend ses fonctions deux jours plus tard. Son premier gouvernement de dix membres est assermenté le 20 avril.

## Composition
| Fonction                                                                       | Titulaire | Titulaire                           | Parti |
| ------------------------------------------------------------------------------ | --------- | ----------------------------------- | ----- |
| Président de la Junte                                                          |           | Emilio Pérez Touriño                | PSOE  |
| Vice-président Délégué à l'Égalité et au Bien-être                             |           | Anxo Manuel Quintana González (es)  | BNG   |
| Conseiller à la Présidence, aux Administrations publiques et à la Justice      |           | José Luis Méndez Romeu (es)         | PSOE  |
| Conseiller à l'Économie et aux Finances                                        |           | José Ramón Fernández Antonio (gl)   | Sans  |
| Conseillère à la Politique territoriale, aux Travaux publics et aux Transports |           | María José Caride Estévez (gl)      | Sans  |
| Conseillère à l'Éducation et à l'Enseignement supérieur                        |           | Laura Elena Sánchez Piñón (gl)      | Sans  |
| Conseiller à l'Innovation et à l'Industrie                                     |           | Fernando Xabier Blanco Álvarez (gl) | BNG   |
| Conseiller au Milieu rural                                                     |           | Alfredo Suárez Canal (gl)           | BNG   |
| Conseillère à la Culture et aux Sports                                         |           | Ánxela Bugallo Rodríguez (gl)       | BNG   |
| Conseillère à la Santé                                                         |           | María José Rubio Vidal (gl)         | Sans  |
| Conseillère à la Pêche et aux Affaires maritimes                               |           | María Carmen Gallego Calvar (gl)    | PSOE  |
| Conseiller à l'Environnement et au Développement durable                       |           | Manuel Vázquez Fernández            | PSOE  |
| Conseiller au Travail                                                          |           | Ricardo Jacinto Varela Sánchez      | PSOE  |
| Conseillère au Logement et au Foncier                                          |           | María Teresa Táboas Veleiro (es)    | Sans  |